# Christian Raimo
Christian Raimo (Roma, 9 giugno 1975) è uno scrittore, traduttore e insegnante italiano.

## Biografia
Consegue nel 1993 la maturità classica presso il liceo "Orazio" di Roma. Si laurea con lode nel 2002 in filosofia all'Università di Roma "La Sapienza" con una tesi in Filosofia della Religione dal titolo “Dalla contestazione del cogito al sé come un altro. La questione dell’identità in Paul Ricœur”. Nella stessa università prende il diploma di Specializzazione e Abilitazione all'insegnamento in Filosofia e Storia, dopo aver frequentato la Scuola di specializzazione all'insegnamento secondario (SSIS) dal 2006 al 2008 ed è entrato in ruolo nel 2009. È il fratello maggiore della scrittrice Veronica Raimo. 
Ha lavorato e scritto per il cinema, la radio e la televisione. Ha fatto cabaret con un gruppo denominato I cavalieri del Tiè.
Ha collaborato con diverse riviste letterarie (Liberatura, Elliot-narrazioni, Accattone, Il maleppeggio), quotidiani (il manifesto, Liberazione) e con la casa editrice romana Minimum fax. Con la stessa casa editrice ha pubblicato, nel 2001, la sua raccolta di racconti di esordio, Latte. Il suo primo romanzo, Il peso della grazia, è uscito nel 2012 per Einaudi.
Ha scritto per il blog letterario Nazione Indiana, sul quale ha pubblicato numerosi articoli. È tra i fondatori ed è il coordinatore del blog letterario Minima&moralia; è inoltre collaboratore di Internazionale. 
Dal giugno del 2018 all'ottobre del 2021 è stato assessore alla Cultura del Municipio Roma III.
Nell'aprile del 2024, Raimo ha annunciato la propria candidatura alle elezioni europee con Alleanza Verdi e Sinistra, venendo quindi inserito nella lista per la circoscrizione centrale, ma pur conseguendo più di 17 mila preferenze non viene eletto.
Attualmente insegna Storia e filosofia all'Istituto Edoardo Amaldi nella frazione Castelverde a Roma.
Nell'agosto 2024 Raimo è stato sanzionato dall'Ufficio scolastico regionale del Lazio per incitamento alla violenza per aver definito il ministro dell'istruzione Giuseppe Valditara un "bersaglio che va politicamente colpito perché è un bersaglio debole, come si colpisce la Morte Nera in Star Wars", quindi nel successivo novembre è stato sospeso per 3 mesi dall'insegnamento per aver insultato il ministro in un'altra occasione.

## Opere

### Libri
- Latte, Roma, minimum fax, 2001. ISBN 88-87765-59-6.
- Dov'eri tu quando le stelle del mattino gioivano in coro?, Roma, minimum fax, 2004. ISBN 88-7521-023-3.
- Christian Raimo e Serpeinseno, La solita storia di animali?, Parma, MUP, 2006. ISBN 88-7847-014-7.
- Il peso della grazia, Torino, Einaudi, 2012. ISBN 978-88-06-19933-3.
- Le persone, soltanto le persone, Roma, minimum fax, 2014. ISBN 978-88-7521-595-8.
- Tranquillo prof, la richiamo io, Torino, Einaudi, 2015. ISBN 978-88-06-22276-5.
- Rimetti a noi i nostri debiti. Il giovane ricco, Cantalupa, Effatà, 2015. ISBN 978-88-6929-066-4.
- Tutti i banchi sono uguali. Torino, Einaudi, 2017. ISBN 978-88-5842-655-5
- Ho 16 anni e sono fascista. Indagine sui ragazzi e l'estrema destra, Milano, Piemme, 2018. ISBN 978-88-566-6644-1.
- La parte migliore, Torino, Einaudi, 2018. ISBN 978-88-06-23363-1.
- Contro l'identità italiana, Torino, Einaudi, 2019. ISBN 978-88-06-24161-2.
- Riparare il mondo, Roma, Laterza, 2020. ISBN 978-88-581-4149-6.
- Roma non è eterna, Milano, Chiarelettere, 2021. ISBN 978-88-329-6393-9
- La vita che verrà, Roma, Minimum Fax, 2021. ISBN 978-88-338-9273-3
- L'ultima ora Roma, Ponte alle Grazie, 2022. ISBN 978-88-333-1829-5.
- Willy. Una storia di ragazzi con Alessandro Coltré, Milano, Rizzoli, 2023. ISBN 978-88-171-8275-1.
- Scuola e resistenza, Milano, Altreconomia, 2024. ISBN 978-88-651-6498-3
- Lettera alla scuola, Roma, Feltrinelli, 2024. ISBN 978-8807924323.

### Collaborazioni e racconti in antologie collettive
- Babette Factory (Francesco Longo, Nicola Lagioia, Francesco Pacifico e Cristian Raimo), 2005 dopo Cristo, Torino, Einaudi, 2005. ISBN 88-06-17619-6.
- Figuracce, Einaudi Stile libero 2014. ISBN 978-8806220518.
- Alessandro Gazoia e Christian Raimo, L'età della febbre. Storie di questo tempo, Roma, minimum fax, 2015. ISBN 978-88-7521-649-8.